# هنري جونسون (سياسي)
هنري جونسون (بالإنجليزية: Henry Johnson) هو شخصية أعمال وفلاح وسياسي أمريكي، ولد في 2 ديسمبر 1854 بالدنمارك، وتوفي في 5 مارس 1941 في نفس البلد. حزبياً، نشط في الحزب الجمهوري. وقد انتخب عضو جمعية ولاية ويسكونسن.